# Fotoperiodisme (botànica)
|  | Per a altres significats, vegeu «Fotoperiodisme (Fotografia)». |

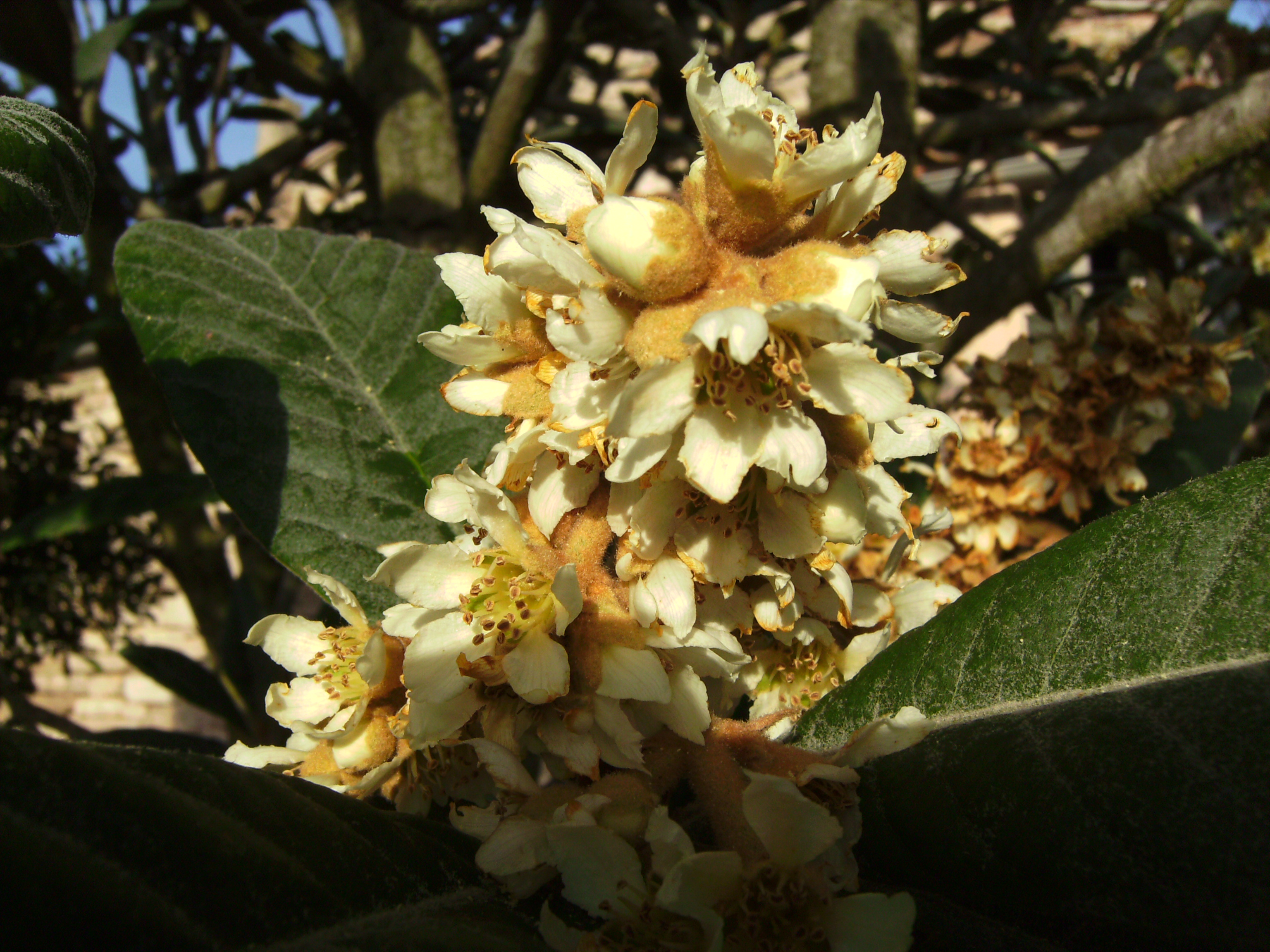
Flors de nesprer japonés, planta de dia curt, floreix a mitjans de novembre

Fotoperiodisme o fotoperíode és la reacció fisiològica dels organismes vius a la durada del dia i la nit. Intervé en la regulació de diferents processos de desenvolupament de la planta per la durada relativa de la nit i el dia. Aquests processos són: floració, formació de tubercles, inici de la dormició, activitat del càmbium, biosíntesi de molècules, etc.
En el cas específic de la floració, els fotoperíodes necessaris són molt diferents en funció de l'espècie i de l'ecosistema.
El 1920, W. W. Garner i H. A. Allard publicaren els seus descobriments sobre el fotoperíode i van trobar que la durada de la llum del dia era crítica, però més tard es va descobrir que el que era crítica era la durada del període fosc de la nit. Encara es diu que les plantes són plantes de dia llarg o plantes de dia curt, per aquesta equivocació inicial.
Moltes plantes amb flor utilitzen el pigment fitocrom per sentir els canvis estacionals en la llargada del dia que són interpretats com a senyals per a florir. Les plantes han estat des de fa anys qualificades com a:
- Plantes de dia curt (PDC): són aquelles que no poden passar d'un nombre màxim d'hores de llum al dia per a poder florir. En són un exemple: el tabac (Nicotana tabacum), els crisantems (Chrysanthemum sp.) i el nesprer japonès.
- Plantes de dia llarg (PDL): són les que requereixen un mínim d'hores de llum per a poder florir. Com per exemple el blat (Triticum sativum), la civada (Avena sativa) i l'espinac.
- Plantes de dia neutre (PDN): són aquelles que els és indiferent les hores de llum que rebin per a poder florir. Com per exemple la patata (Solanum tuberosum) i la tomaquera.
- Plantes de dia intermedi (PDI): són les que per a florir necessiten unes hores determinades de llum que oscil·len entre un mínim i un màxim. Com per exemple la canya de sucre.

De totes maneres podem considerar el fotoperiodisme com un mecanisme d'adaptació de la planta a les variacions estacionals. Així doncs, en climes mitjans i septentrionals trobarem plantes de dia llarg (que floriran a la primavera i a l'estiu) i en climes tropicals i subtropicals trobarem plantes de dia curt (que floriran a la tardor).
El fitocrom és convertit a la seva forma activa per la llum vermella (660 nm), i a la seva forma inactiva per llum infraroja (730 nm).
La llum de la lluna produeix un alt percentatge de llum infraroja que la llum solar, així durant la nit el fitoctom és convertit lentament a la seva forma inactiva i molt més fitocrom es converteix quan la nit es fa més llarga permetent a la planta mesurar la llargada de la nit.
El fotoperiodisme en les plantes també activa o no el creixement de les tiges i arrels o la pèrdua de les fulles.
En arbres caducifolis de les ciutats s'observa que les parts il·luminades per fanals no perden les fulles o ho fan més tard, ja que resta interrompuda la foscor.
En agricultura el coneixement dels fenòmens afectats pel fotoperiodisme és de gran importància, ja que condiciona l'època de les sembres:per exemple, els espinacs sembrats de finals de primavera a principi d'estiu emeten una tija en lloc de fer només fulles. Les cebes no fan el bulb fins que els dies són llargs i segons les races necessiten una durada de dia més o menys llarg.
La influència de la llum de la lluna explica la creença popular de fer diverses feines agrícoles d'acord amb les fases lunars.

## Fotoperiodisme en els animals
Les variacions anuals estacionals del fotoperíode són responsables de nombrosos canvis biològics i/o de comportament en els animals. Conjuntament amb els canvis de la temperatura, el fotoperíode provoca especialment l'entrada en la hibernació de nombroses espècies animals de les regions de clima temperat i subpolar. Modifica igualment en tot el món els comportaments relatius a la reproducció, la recerca d'aliments, les migracions, les variacions morfològiques (color dels pèls, mida dels individus) entre d'altres.